# Alexander Massialas
Alexander Chen Massialas (* 20. dubna 1994 San Francisco, Spojené státy americké) je americký sportovní šermíř řecko-tchajwanského původu, který se specializuje na šerm fleretem. Otec Greg Massialas reprezentoval Spojené státy v šermu fleretem. Spojené státy reprezentuje mezi muži od roku 2009. Na olympijských hrách startoval v roce 2012 a 2016 v soutěži jednotlivců a družstev. V soutěži jednotlivců získal na olympijských hrách 2016 stříbrnou olympijskou medaili. V roce 2015 obsadil druhé místo na mistrovství světa v soutěži jednotlivců. S americkým družstvem fleretistů vybojoval na olympijských hrách 2016 bronzovou olympijskou medaili. V roce 2013 obsadil s družstvem fleretistů na mistrovství světa druhé místo.